# Avenida Sarmiento (Tucumán)
La Avenida Domingo Faustino Sarmiento es una avenida de San Miguel de Tucumán, Tucumán, Argentina. Se extiende desde la avenida Gobernador del Campo hasta la Plazoleta Mitre, en la intersección de las avenidas Belgrano y Mitre.

## Historia
La avenida fue creada en 1887 durante la intendencia de José Padilla, como parte del ensanche del área central de la capital. Durante fines del siglo XIX y XX se construyeron diversos edificios públicos como el Teatro San Martín, Hotel Savoy y el Casino Provincial, el Colegio Nacional, la Escuela de Tracomatosos, Plaza Urquiza, Cine Gran Reggio, entre otros.
Asimismo se construyó el puente que cruza las vías del Ferrocarril Mitre durante la intendencia de Carlos Rouges. En 2016 se realizaron trabajos de repavimentación en la avenida entre Marco Avellaneda y avenida Mitre. En 2023 se propuso transformar, en conjunto a la avenida Belgrano, un sentido único este-oeste a la arteria vehicular. El proyecto finalmente no se llevó a cabo.

## Sitios de interés
A lo largo de esta avenida se desarrollan varios lugares de interés y emblemáticos:
- Colegio Santa Catalina
- Capilla del Dulce Nombre de Jesús
- Escuela de Comercio N° 1
- Tribunales de la Provincia
- Complejo Deportivo Ledesma
- Plaza Urquiza
- Edificio de la Legislatura de Tucumán
- Colegio Nacional Bartolomé Mitre
- Teatro San Martín
- Casino de la Provincia de Tucumán
- Seminario Mayor de Tucumán
- Escuela de Bellas Artes (UNT)